# PicPick
PicPick ist ein vor allem im asiatischen Raum verbreitetes Programm für Windows-Betriebssysteme zur Erstellung und Bearbeitung von Screenshots. Nach der Installation residiert es im Benachrichtigungsfeld, von dem aus alle Funktionen per Kontextmenü zugänglich sind.
PicPick ist für die private Nutzung kostenlos. Kommerzielle Anwender müssen eine Lizenz erwerben, die bezüglich der Funktionalität jedoch unverändert ist.

## Funktionen

### Erstellung von Screenshots
Die Erstellung von Screenshots ist auf zwei Arten möglich:
1. PicPick kann zum einen die „Druck“-Taste übernehmen (ein so genannter Hook), so dass ein entsprechender Tastendruck automatisch einen Screenshot des Desktops oder, in Verbindung mit der Alt-Taste, des aktuellen Fensters in PicPick öffnet.
2. Zum anderen bietet das Tray-Kontextmenü entsprechende Menüpunkte an, mit denen es auch möglich ist, einen frei wählbaren Bereich des Desktops zu „fotografieren“. Dies geschieht mittels der aus Grafikprogrammen wie IrfanView bekannten „Freihandauswahl“ oder „Rechteckauswahl“. Mit der Option „Fensterobjekt“ können einzelne Teile eines Fensters fotografiert werden. Damit ist es zum Beispiel möglich, Webseiten mit Bildlauf in einem einzigen Screenshot vollständig zu speichern.

### Bildbearbeitung
Für die mit PicPick erstellten Screenshots, aber auch beliebige andere Grafikdateien, stehen grundlegende Bearbeitungsfunktionen zur Verfügung (siehe Screenshot). So ist bspw. die „Verpixelung“ von Bildbereichen möglich, und es kann Text hinzugefügt oder bearbeitet werden.

#### Sonderfunktionen
Neben den erwähnten Funktionen zur Erstellung und Bearbeitung von Screenshots stellt PicPick einige Sonderfunktionen für die allgemeine Grafikbearbeitung zur Verfügung, zum Beispiel ein Bildschirmlineal und einen Farbwähler, der den Farbwert einer beliebigen Stelle auf dem Bildschirm anzeigt. Auch ein Zeichenstift (Whiteboard), um den Bildschirm zu bemalen und Bereiche zu markieren, ist eingebaut. Seit Version 2.2 können erstellte Grafiken via Facebook oder Twitter veröffentlicht werden.

#### Unterstützte Formate
Unterstützt werden die Formate mit den Dateinamenserweiterungen .bmp, .emf, .gif, .ico, .jpg, .png und .wmf.